# 2008年俄罗斯军事改革
2008年俄罗斯军事改革，又称谢尔久科夫改革（俄語：Реформа Сердюкова），是俄罗斯联邦武装力量自2008年起进行的全军改革。2008年10月14日，时任国防部长谢尔久科夫在非公开会议上宣布将进行改革。改革自2009年初开始推行。

## 总体目标
该军改旨在重组俄军编制和指挥架构，并进行缩编。2008年10月提出的军事改革目标为：
- 到2012年将武装部队缩编到100万人
- 减少军官人数；
- 将65所军事院校的军官培训集中到10个系统性军事培训中心
- 建立专业的士官团
- 减少中央指挥部的规模
- 引入更多的文职后勤和辅助人员
- 取消干部军官（英语：Cadre (military)）队伍建设
- 重组预备役，将军队整编为旅制
- 将空军重组为以空军基地为基础，而不是团为基础。

## 人员调整

### 缩编
改革之初，俄联邦武装力量现役人员约113万人，计划从2016年到2022年减少到100万人。缩编的人员很多是军官，他们之前占了总人员的三分之一，改革后将仅占15%。计划缩编如下：
| 军衔       | 2008年9月1日 | 计划于2012年缩编至 | 减少   |
| ---------- | ------------ | ------------------ | ------ |
| 将军       | 1,107        | 866                | −22 %  |
| 上校       | 15,365       | 3,114              | −80 %  |
| 中校       | 19,300       | 7,500              | −61 %  |
| 少校       | 99,550       | 30,000             | −70 %  |
| 大尉       | 90,000       | 40,000             | −56 %  |
| 上尉       | 30,000       | 35,000             | +17%   |
| 中尉       | 20,000       | 26,000             | +30%   |
| 军官合计   | 365,000      | 142,000            | −61 %  |
| 陆空军准尉 | 90,000       | 0                  | −100 % |
| 海军准尉   | 50,000       | 0                  | −100 % |

### 建立士官团
改革要求建立专业的士官团（士官，Non-Commissioned Officer，NCO），士官团将由经过近3年（2年10个月）训练的专家组成。士官未来将担任摩托化步兵排、侦察排、空降排和机动运输排的排长和副排长，以及步兵连和炮兵连的第一军士长。计划每年训练2000人。
首个士官团培训中心于2009年12月在梁赞空降兵学院成立。

## 重组军区
从1992年到2010 年，俄罗斯陆军被划分为七大军区：
- 列宁格勒军区
- 莫斯科军区
- 伏尔加-乌拉尔军区
- 北高加索军区
- 西伯利亚军区
- 远东军区
- 加里宁格勒特区（1997年成立）

2010年年中，宣布进行军区重组，将军区和海军舰队合并为四个联合战略司令部。
- 西部联合战略司令部-西部军区（总部圣彼得堡），包括波罗的海舰队和加里宁格勒地区
- 南部联合战略司令部-南部军区（总部顿河畔罗斯托夫），包括黑海舰队和里海区舰队
- 中央联合战略司令部-中央军区（总部叶卡捷琳堡）
- 东部联合战略司令部-东部军区（总部哈巴罗夫斯克），包括太平洋舰队

2014年，成立第五个战略司令部：
- 北方联合战略司令部-北方舰队联合战略司令部（总部北莫爾斯克），北方舰队是该司令部主要组成部分。

此外国防部还计划出售一些空置的房地产，如莫斯科军区总部、远东军区总部。出售所得将用于资助建设军人住房和新军事基地建设。

## 各兵种改革

### 陆军改革
在2008年改革前，俄罗斯陆军有24个师，包括3个坦克师、16个摩托化步兵师和5个机枪炮兵师，此外还有在亚美尼亚和塔吉克斯坦的2个师级军事基地和12个独立旅。在这24个师中，只有5 个摩托化步兵师在2008年满员。只有大约13%的陆军单位在永久战备状态。
军改将每个坦克和摩托化步兵师拆成2个旅。2008年，首次对第2近卫塔曼摩托化步兵师进行了拆分，拆成了2个摩托化步兵旅。到2009年底，全部24个师中的23个已经解散，分拆出了4个坦克旅、35个摩托化步兵旅（其中10个旅原先已存在）和1个“工事”旅，所有的旅皆为常备部队。唯一未被解散的师为驻扎在千島群島的第18机枪炮兵师。指挥链由原先的“军区-集团军-师-团”四级精简为“军区-作战指挥部-旅”三级。

### 空军改革
俄罗斯空军的单位数量将从340个减少到180个，空军基地数量将从245个减少到52个。新的组织架构围绕空军基地展开，每个空军基地将包括1个总部、1-7个航空中队（或航空大队）、1个机场服务营和通信单位。空军共编为7个战役司令部。
- 空天防御战役战略司令部（前空特（英语：Special Purpose Command）和空16军（英语：16th Air Army））
- 远程航空兵司令部（前空37军（英语：37th Air Army））
- 军事运输航空兵司令部（前空61军）
- 西部联合战略司令部下属-第1空防司令部（前空6军（英语：6th Air Army））
- 东部联合战略司令部下属-第2空防司令部（前空11军（英语：11th Air and Air Defence Forces Army））
- 中部联合战略司令部下属-第3空防司令部（前空14军（英语：14th Air Army））
- 南部联合战略司令部下属-第4空防司令部（前空4军（英语：4th Air and Air Defence Forces Army）和空5军（英语：5th Air Army））

自1998年起隶属于空军的防空部队解散了所有防空师和防空军，并以13个空天防御旅取代，分布在以上七个司令部中，由战斗机航空基地、地空导弹团和雷达团组成。

### 海军改革
俄罗斯海军单位数量将减少近一半，从240个单位减少到123个单位。其他的改革包括出售住房等非军事资产，将一些工作外包给民用承包商，以及减少非战斗人员的数量。
各个舰队转隶属于新的联合战略司令部。海军航空兵和支援部队重组为13个航空基地，进行和空军类似的改革，新的空军基地都由总部、支援单位和一个或多个航空中队（大队）组成。海军步兵的一些单位进行了调整，北方舰队第61独立步兵旅编成团，黑海舰队第810团编成旅，太平洋舰队第55师解散，由第155独立步兵旅取代，里海区舰队第77旅解散。

### 空降军改革
最初计划将空降軍现有的4个师改造成7至8个空中突击旅，结果引起了预备役和现役空降兵的大量抗议，他们担心失去空降兵现有的地位。2009年，宣布取消削减空降军的改革计划，转而保留原有建制，并加强空降师，还另建了4个独立的空降/空突旅，每个军区各一个。